# Eilema hyrcana
Eilema hyrcana är en fjärilsart som beskrevs av Daniel 1939. Eilema hyrcana ingår i släktet Eilema och familjen björnspinnare. Inga underarter finns listade i Catalogue of Life.